# ティンゼル・タウン・リベリオン
『ティンゼル・タウン・リベリオン』（Tinseltown Rebellion）は、フランク・ザッパが1981年に発表したライブ・アルバム。オリジナルLPでは2枚組だったが、CDでは1枚にまとめられた。

## 背景
1980年、スティーヴ・ヴァイがザッパのバンドに加入してプロ・デビューを果たし、本作はヴァイのレコード・デビュー作となった。
旧作の再演と新曲が混在した内容で、「ピーチズIII」は過去に『ホット・ラッツ』（1969年）や『フィルモア・ライヴ '71』（1971年）に収録された「ピーチズ・エン・レガリア」の再演だが、3度目のリリースということで改題されている。「ファイン・ガール」は本作で唯一のスタジオ録音で、この曲は1981年9月から1982年7月にかけてライブで演奏された。残りの曲はライブ録音で、「イージー・ミート」を除けばオーバー・ダビングは行われていないが、一部の曲では複数の公演の音源が編集されている。
1981年、ザッパはバーキング・パンプキン・レコードを設立し、本作は同レーベルからの第1弾リリースとなった。

## 反響・評価
アメリカのBillboard 200では66位を記録。スウェーデンのアルバム・チャートでは初登場10位となり、その後8位に達して、4回（8週）にわたりトップ40入りした。オーストリアのアルバム・チャートでは初登場9位となり、4回（8週）トップ20入りしている。

## 収録曲
全曲フランク・ザッパ作。
1. ファイン・ガール - "Fine Girl" - 3:32
  - スタジオ録音[9]。
2. イージー・ミート - "Easy Meat" - 9:18
  - 主にタワー・シアター（フィラデルフィア）公演のライブ音源だが、後にボーカルやトミー・マーズによるキーボードがオーバー・ダビングされ、ギター・ソロやコーラスはサンタモニカ・シヴィック・オーディトリアム公演のライブ音源を使用[9]。
3. フォー・ザ・ヤング・ソフィスティケイト - "For the Young Sophisticate" - 3:14
  - ハマースミス・オデオン（ロンドン）公演のライブ音源[9]。
4. ラヴ・オブ・マイ・ライフ - "Love of My Life" - 2:15
  - コミュニティ・シアター（バークレー）公演のライブ音源[9]。
5. アイ・エイント・ガット・ノー・ハート - "I Ain't Got No Heart" - 1:59
  - コミュニティ・シアター公演のライブ音源[9]。
6. パンティ・ラップ - "Panty Rap" - 4:35
  - コミュニティ・シアター公演のライブ音源[9]。
7. テル・ミー・ユー・ラヴ・ミー - "Tell Me You Love Me" - 2:07
  - コミュニティ・シアター公演のライブ音源[9]。
8. ナウ・ユー・シー・イット、ナウ・ユー・ドント - "Now You See It - Now You Don't" - 5:06
  - カーボンデール公演のライブ音源[9]。
9. ダンス・コンテスト - "Dance Contest" - 3:00
  - パラディアム（ニューヨーク）公演のライブ音源[9]。
10. ザ・ブルー・ライト - "The Blue Light" - 5:27
  - 主にコミュニティ・シアター公演のライブ音源だが、一部のセクションはサンタモニカ・シヴィック・オーディトリアム公演の音源を使用[9]。
11. ティンゼル・タウン・リベリオン - "Tinsel Town Rebellion" - 4:35
  - コミュニティ・シアター公演のライブ音源[9]。
12. ピック・ミー、アイム・クリーン - "Pick Me, I'm Clean" - 5:33
  - 主にコミュニティ・シアター公演のライブ音源だが、ブリッジ、ギター・ソロ、コーラスはダラス・コンヴェンション・センター公演の音源を使用[9]。
13. バンブーズルド・バイ・ラヴ - "Bamboozled by Love" - 5:46
  - ハマースミス・オデオン公演のライブ音源[9]。
14. ブラウン・シューズ - "Brown Shoes Don't Make It" - 7:14
  - ハマースミス・オデオン公演のライブ音源[9]。
15. ピーチズIII - "Peaches III" - 5:01
  - ハマースミス・オデオン公演のライブ音源[9]。

## 参加ミュージシャン
- フランク・ザッパ - リードギター、ボーカル
- アイク・ウィリス - リズムギター、ボーカル
- レイ・ホワイト - リズムギター、ボーカル
- スティーヴ・ヴァイ - リズムギター、ボーカル
- ウォーレン・ククルロ - リズムギター、ボーカル
- デニー・ウォリー - スライドギター、ボーカル
- トミー・マーズ - キーボード、ボーカル
- ピーター・ウルフ - キーボード
- ボブ・ハリス – キーボード、トランペット、ボーカル
- アーサー・バロウ – ベース、ボーカル
- パトリック・オハーン - ベース (on 9.)
- ヴィニー・カリウタ - ドラムス
- デヴィッド・ローグマン - ドラムス (on 1. & first half of 2. )
- エド・マン - パーカッション
- グレッグ・コーワン - Featured "in the role of eccentric well-to-do Oregonian party giver".